# Histoire d'Adrien
Histoire d'Adrien é um filme francês do género drama, realizado e escrito por Jean-Pierre Denis e Françoise Dudognon, e protagonizado por Serge Dominique. Foi exibido no Festival de Cannes a 12 de maio de 1980, onde venceu a Câmara de Ouro.

## Elenco
- Serge Dominique como  Adrien (adulto)
- Bertrand Sautereau como Adrien (criança)
- Marcelle Dessalles como mãe
- Pierre Dieuaide como pai
- Jean-Paul Geneste como Roger
- Marie-Claude Kergoat como pastora
- Christian Murat como irmão
- Odette Peytoureau como avó
- Nadine Reynaud como Marguerite